# DJ Campbell
Dudley Junior "DJ" Campbell, född 12 november 1981 i London, är en engelsk fotbollsspelare (anfallare) som spelar för Maidenhead United.

## Början på karriären
D.J. Campbells karriär började i Aston Villas akademi. Campbell erbjöds dock inte ett proffskontrakt, istället plockades han ut av amatörlaget Chesham United. Campbell gjorde bra ifrån sig och erbjöds 2001 att spela i Stevenage Borough som spelade i Conference National (division 5, ett steg under League Two). Men det gick inte som han hade tänkt sig, han lånades ut till amatörlaget Billercay Town. År 2003 skrev Campbell på för laget Yeading (Västra London). I Yeading blev Campbell något av en hjälte då han gjorde hela 83 mål på drygt 100 matcher. Tack vare detta lockade han till sig klubbar från högre divisioner.

## Spel i högre ligor
År 2005 köptes Campbell av League One-laget Brentford för £5 000. Campbell spelade bra, han gjorde bland annat mål mot Premier League-laget Sunderland. I januari 2006 köptes Campbell för £500 000 av Premier Leagueklubben Birmingham City. Men Campbell blev bara kvar i klubben i ett år.
År 2007 köptes Campbell av Championship-klubben Leicester City för £1,6 miljoner. Till en början spelade Campbell bra för Leicester men han gav inte valuta för pengarna, år 2009 lånades han ut till Championshiplaget Blackpool, i Blackpool gick det däremot bättre då han snittade 0,5 mål per match. Vid årsskiftet 2009/2010 lånades Campbell ut till Leicesters rivaler Derby County. I Derby gjorde han bra ifrån sig men hans lån var bara på två månader.
Våren 2010 lånades Campbell igen ut till Blackpool, Campbell gjorde återigen succé då han hjälpte Blackpool närmare en kvalplats till Premier League. Blackpool tog sig till kvalet och i maj 2010 möte Blackpool Nottingham Forest. Blackpool vann med sammanlagt 6-4 och ställdes mot Cardiff City på Wembley Stadium i finalen. Blackpool åstadkom en sensation då man oväntat vann  finalen med 3-2 och tog klivet upp till Premier League.
Campbell lyckades under sin första säsong i Premier League med Blackpool FC göra hela 13 mål, vilket dock inte räckte för laget att hålla sig kvar i Premier League.
Under Silly Season, inför säsongen 2011/2012, skrev Campbell på ett 2-årskontrakt med Queens Park Rangers FC som inför säsongen tagit klivet upp till Premier League.

## Meriter
Yeading
- Mästare i Isthmian League Division One North: 2003
- Mästare i Isthmian League Premier Division: 2004

Blackpool
- Vinnare av kvalet till Premier League: 2010